# Trachinus lineolatus
Trachinus lineolatus är en fiskart som beskrevs av Fischer, 1885. Trachinus lineolatus ingår i släktet Trachinus och familjen fjärsingfiskar. Inga underarter finns listade i Catalogue of Life.